# Bottmersdorf
Bottmersdorf is een plaats en voormalige gemeente in de Duitse deelstaat Saksen-Anhalt, en maakt deel uit van de Landkreis Börde.
Bottmersdorf telde op 31-12-2008 716 inwoners.